# Condado de Cecil
O Condado de Cecil é um dos 23 condados do Estado americano de Maryland. A sede do condado é Elkton, e sua maior cidade é Elkton. O condado possui uma área de 1 082 km² (dos quais 181 km² estão cobertos por água), uma população de 85 951 habitantes, e uma densidade populacional de 95 hab/km² (segundo o censo nacional de 2000). O condado foi fundado em 1674.